# La gravedad (canción de Pignoise)
«La gravedad» es el primer sencillo de Pignoise, editado en 2013, presentación de su nuevo álbum El tiempo y el espacio.
Fue lanzado el día 14 de abril en iTunes y venía junto a una “cara b” de regalo, llamada “La enfermedad”, tema que no estará incluido dentro del disco.
Se colocó en el puesto número 1 de iTunes Alternativo y en el puesto número 4 de la lista general el mismo día de su estreno.
Al día siguiente presentan mediante su web oficial el videoclip, éste fue grabado durante el mes de noviembre en la antigua estación de trenes de Canfranc en Huesca. El vídeo ha sido grabado por Amalur Films.

## Lista de canciones
El sencillo se compone de un total de 3 canciones, incluida "La enfermedad", no incluida en el disco.
| N.º | Título                                                  | Duración |  |
| 1.  | «La Gravedad» (Radio Edit)                              | 3:53     |  |
| 2.  | «La Gravedad» (Versión Álbum)                           | 5:12     |  |
| 3.  | «La Enfermedad» (No incluida en El tiempo y el espacio) | 4:16     |  |

## Posicionamiento
| Lista                                    | Mejor posición | Certificación |
| ---------------------------------------- | -------------- | ------------- |
| Lista de iTunes Alternativo              | 1              | -             |
| Lista de iTunes General                  | 4              | -             |
| Lista de Descargas Española (Promusicae) | -              | -             |
| Lista de Radio Española (Promusicae)     | -              | -             |